# José María Ruiz-Mateos
José María Ruiz-Mateos y Jiménez de Tejada (Rota, 11 de abril de 1931-El Puerto de Santa María, 7 de septiembre de 2015) fue un empresario y político español, accionista principal de los extintos grupos de empresas Rumasa —expropiado por el Gobierno español— y Nueva Rumasa.
En 1983 el Gobierno de España le expropió por decreto-ley —objeto posterior de recursos desestimados de inconstitucionalidad— el holding Rumasa, con un enorme peso económico en el país, alegando impagos millonarios a Hacienda y la situación de quiebra virtual del conglomerado de empresas. En 1991 se convirtió en propietario del Rayo Vallecano, equipo de la Liga española de fútbol.
Procesado por la imputación de un delito de fraude, tras conseguir escaño de diputado en el Parlamento Europeo encabezando la candidatura de una agrupación electoral a su nombre, la Agrupación Ruiz-Mateos, su caso pasó a ser llevado por el Tribunal Supremo. Luego el caso volvería a la Audiencia Nacional y sería absuelto por esta en 1997 del grueso de una acusación de falsedad documental que pesaba sobre él a pesar de encontrar acciones constitutivas de delito.
Fundador del entramado de empresas Nueva Rumasa, en 2005 la Audiencia Nacional le condenaría a tres años de prisión por alzamiento de bienes.
Ostentó el título nobiliario, de origen sanmarinense, de marqués de Olivara.

## Biografía
Nació en la localidad gaditana de Rota.
Profesor mercantil por la Escuela de Comercio de Jerez, comenzó su carrera empresarial exportando vino a Inglaterra, campo en el que ya poseía experiencia al ser su padre Zoilo un experto corredor de vinos de la época. Posteriormente, fundó con sus hermanos el holding Rumasa que llegó a estar formado por 230 empresas y 65 000 empleados. Pertenecía por línea materna al Ilustre Solar de Tejada, la corporación nobiliaria más antigua del Reino de España.

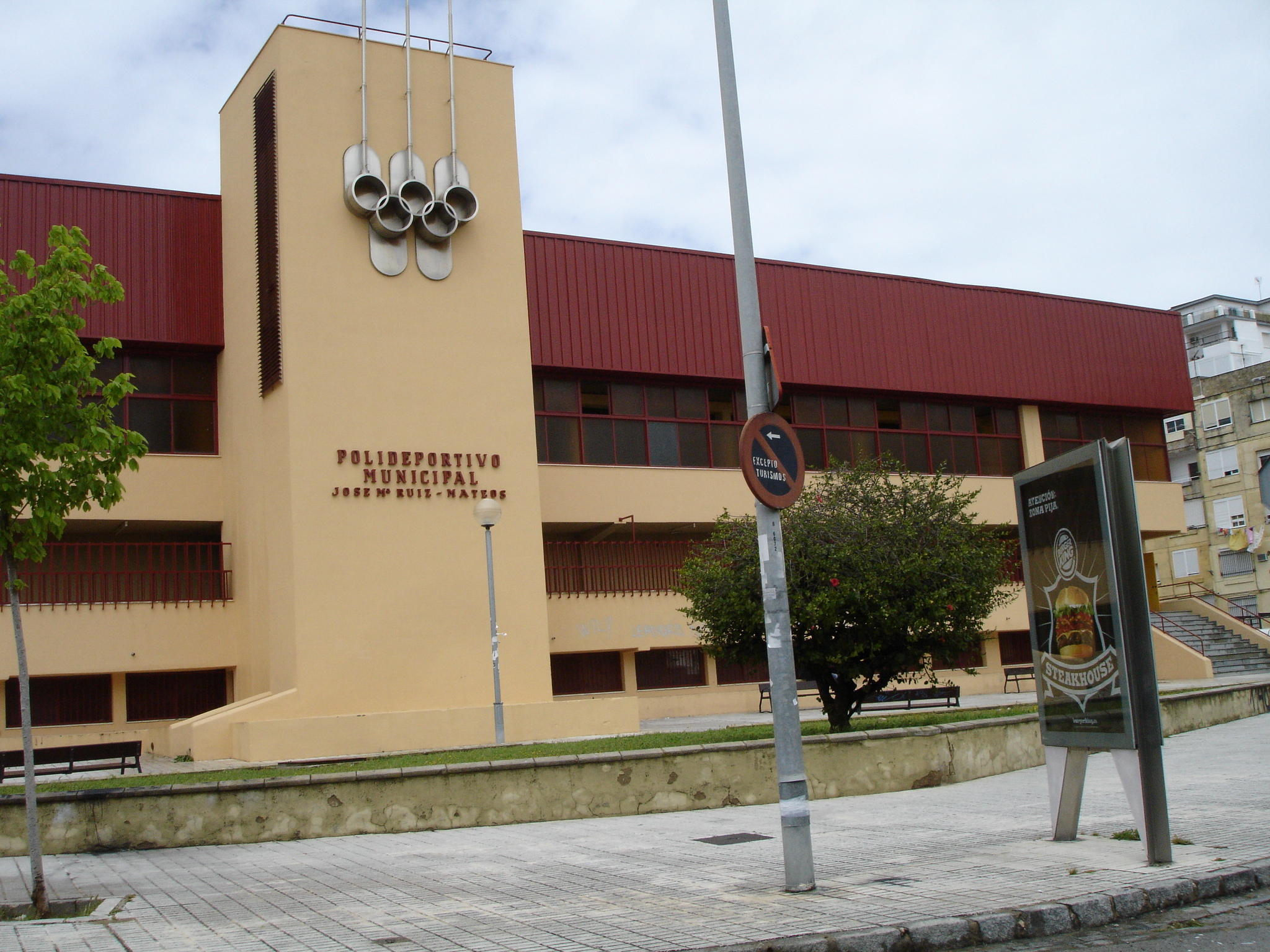
Polideportivo municipal dedicado a José María Ruiz-Mateos en Jerez de la Frontera.

En 1982, el Ministerio de Justicia, previo informe favorable del Consejo de Estado, le autorizó utilizar el título de marqués de Olivara que le había sido otorgado por la Serenísima República de San Marino en 1976.
Fue recibido como caballero divisero hijodalgo del Ilustre Solar de Tejada.
Casado con Teresa Rivero, tuvo trece hijos: seis varones (Pablo, Álvaro, Alfonso, Javier, Zoilo y José María) y siete mujeres (Socorro (†), Begoña, Patricia, Rocío, Nuria, Paloma y Almudena). Tras su fallecimiento se confirmó una hija en una relación extramatrimonial con Patricia Montes de Oca, llamada Adela María.

### Expropiación de Rumasa
El 23 de febrero de 1983 Rumasa fue expropiada por el Gobierno español. El Gobierno alegó que Rumasa había evitado pagos millonarios a Hacienda durante años. También consideraba que Rumasa estaba en bancarrota virtual, manteniéndose a flote exclusivamente debido al amaño de los libros de contabilidad de la empresa, que según el Gobierno arrastraba una deuda con la Seguridad Social de 11 977 millones de pesetas.
Ruiz-Mateos estuvo en desacuerdo con la expropiación, y demandó judicialmente al Gobierno solicitando una indemnización. Fue encarcelado tras ser condenado por evasión de divisas, fraude y apropiación indebida.
Conocido miembro supernumerario del Opus Dei, durante la expropiación de Rumasa los medios señalaron que Ruiz-Mateos había donado 1500 millones de pesetas al Instituto de Educación e Investigación S. A., entidad vinculada a la institución. Sin embargo, tras la expropiación sus relaciones con la jerarquía de la organización se deterioraron, aunque mantuvo intacta su admiración hacia el fundador del Opus Dei, Escrivá de Balaguer. En mayo de 1986 se anunció su expulsión debido a sus ataques a otros miembros destacados del Opus Dei.
En mayo de 1989, Ruiz-Mateos propinó un puñetazo en la cabeza al que fuera ministro de Economía y Hacienda en el momento de la expropiación, Miguel Boyer, mientras gritaba «que te pego, leche», a la salida del Juzgado de Instrucción número 7 de Madrid. Según comentara el entonces embajador de Chile en España, Enrique Campos Menéndez, Ruiz Mateos le propuso, a finales de los años 1980, aterrizar en paracaídas sobre la embajada de dicho país ubicada en Talavera #7 en el barrio de Somosaguas. La maniobra perseguía eludir la acción de la justicia mediante un asilo político. Campos Menéndez se negó terminantemente a pesar de las ofertas monetarias insinuadas por Ruiz Mateos, momento en el cual el embajador dio por terminada la reunión y le pidió abandonara las oficinas de la embajada.

### Vuelta a la vida pública

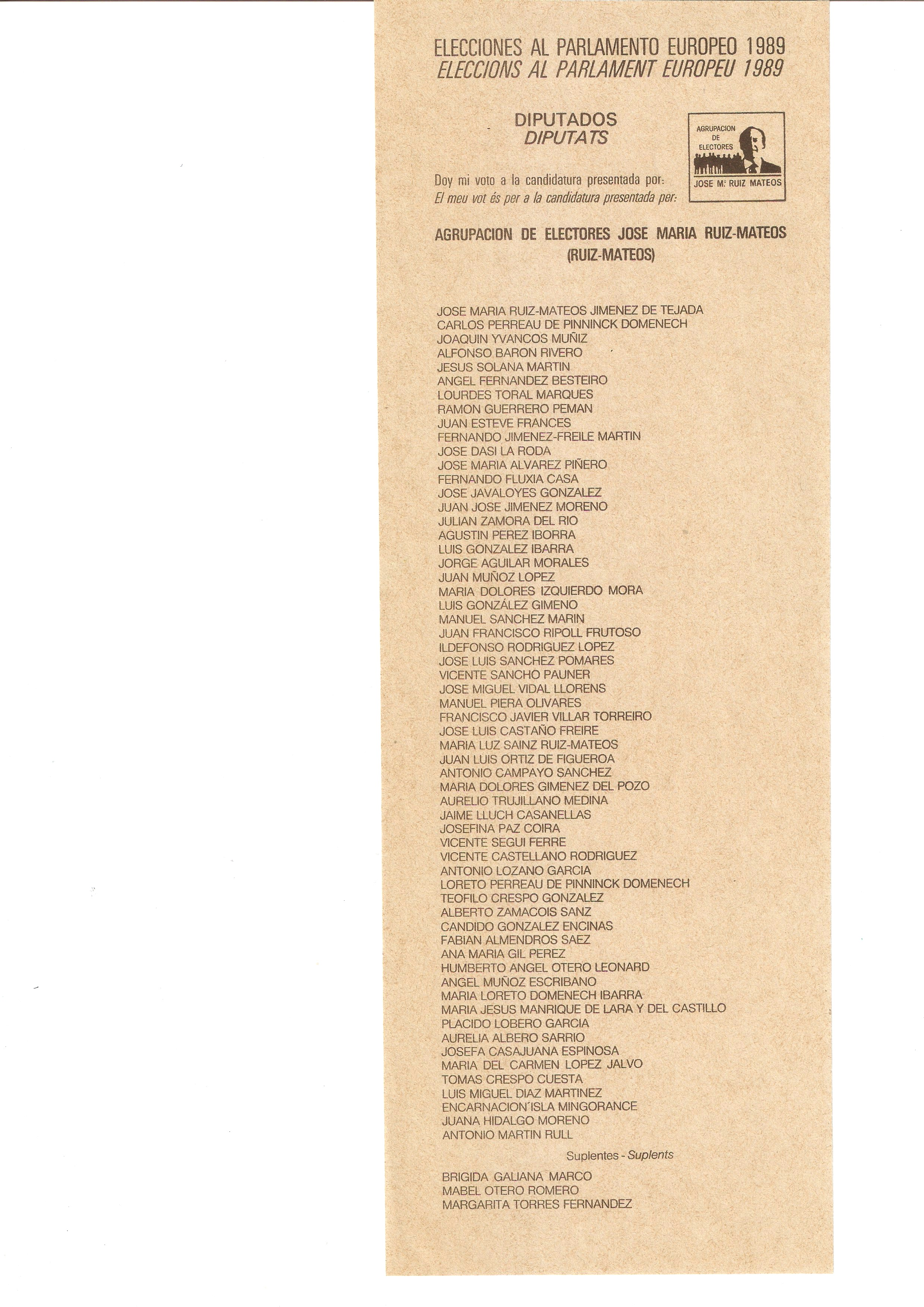
Papeleta del grupo.

Después de pasar una temporada en la cárcel, volvió a la vida pública, se convirtió en el propietario del equipo de fútbol Rayo Vallecano en 1991, durante veinte años. La mayor parte de este tiempo su esposa ejerció de presidenta de esta entidad. Formó su propio partido político, la Agrupación Ruiz-Mateos como parte de la que fue elegido diputado al Parlamento Europeo en 1989.
Ha habido múltiples y diversas sentencias judiciales sobre el caso Rumasa, tanto en España como fuera de España. El Tribunal Supremo y el Tribunal Constitucional se han pronunciado en numerosas sentencias con resultados diversos, aún queda pendiente una sentencia global sobre lo ocurrido. En 1997 fue absuelto por la Audiencia Nacional de dos delitos de falsedad documental por los que se pedían 12 años de prisión, aunque encontró hechos probados también constitutivos de delito.
En 2005, la Audiencia Provincial de Madrid condenó a Ruiz Mateos a una pena de tres años por un delito de alzamiento de bienes, al considerar que se lucró ilegítimamente de la venta del inmueble en el que se encontraba la sede de la sociedad Mundo Joven, en el número 22 de la calle Alcalá de Madrid, ingresando en prisión por este motivo en 2007.
El 25 de enero de 2012, Ruiz Mateos, se queda sin pasaporte, sin poder salir de España y con la obligación de personarse en el juzgado cada dos semanas por una acusación de supuesta estafa de 7,3 millones de euros, en la compra de dos hoteles en Mallorca. El 16 de febrero de 2012 según el informe de investigación en manos del juez de la Audiencia Nacional se concluye que la familia Ruiz-Mateos utilizaba el dinero de Nueva Rumasa para aportar capital a sus sociedades patrimoniales y mantener así su "alto nivel de vida", según el auto de dictado.

### Nueva Rumasa
Además fundó un nuevo holding, Nueva Rumasa, que llegó a dar trabajo a casi 20 000 empleados.
El 17 de febrero de 2011, diez empresas de Nueva Rumasa (Clesa, Garvey, Hotasa, Dhul, Elgorriaga, Hibramer, Trapa, Carcesa, Quesería Menorquina y Rayo Vallecano) se acogieron al procedimiento especial concursal. 
A partir de dicho procedimiento se suceden los cargos contra la familia, que sistemáticamente culpa al padre (con precaria salud) de la situación

### Fallecimiento
En los últimos tiempos, Ruiz Mateos estaba malavenido con su familia y, pese a una sentencia del Tribunal Supremo a su favor, padecía serias dificultades económicas, llegando a sufrir el desahucio de su propia casa ubicada en el barrio de Somosaguas de Madrid. A fecha del 17 de junio de 2015, padecía Parkinson, se le había instalado un marcapasos y debía medicarse con Sintrom, pese a lo cual fue encarcelado en Soto del Real. El 17 de agosto de 2015 fue ingresado en el hospital de El Puerto de Santa María (provincia de Cádiz), debido a una rotura de cadera producida tras una caída. Tras ser operado, contrajo una neumonía que le hizo empeorar. Finalmente, falleció el 7 de septiembre de 2015 en el mismo centro hospitalario.
En 2017 se exhuma su cuerpo para atender a una demanda de paternidad, cuyo resultado dictó que Adela Montes de Oca es su decimocuarta hija.

## Distinciones
- Hijo Predilecto de Rota (2006)[32][33]